# 鈴木志郎
鈴木 志郎（すずき しろう、1931年7月21日 - 没年不明）は、日本の俳優。大分県出身。旧芸名は鈴木 四郎。アクターズクラブ、武田事務所に所属していた。

## 出演作品

### テレビドラマ
- 坂東好太郎アワー 第2話「暗殺者の最期」（1959年、NET）
- まぼろし探偵（1959年 - 1960年、KR） - 大塚刑事
- 鉄人28号 第1話「恐怖の一夜」（1960年、NTV / 松崎プロダクション）
- 日本歴史シリーズ / 赤穂の人々 第12、13話「むら時雨」（1960年、MBS）
- ナショナルキッド 「地底魔城・第八回」（1961年、NET / 東映） - 陸軍司令
- 雪麿一本刀 第1話「系図の謎」（1961年、NET / 東映） - 釘抜きの眼八
- 少年ケニヤ（1961年 - 1962年、NET / 東映） - カラホ
- 白鳥の騎士（1962年、MBS / 東映） - 赤松黒主
- 特別機動捜査隊（NET / 東映）
  - （1962年） - 第500話「勇気ある女」（1971年） - 西本捜一係長
  - 第549話「太陽が欲しい」（1972年） - 修一
  - 第611話「奪われた関係」（1973年） - 義人
  - 第632話「赤い魔女」(1973年） - 村瀬
  - 第654話「矢崎班緊急出動せよ」（1974年） - 署長
  - 第756話「悪魔の暴走」（1976年） - 島田刑事
- ミステリーベスト21 / 新田次郎 チンネの裁き（1962年、NET）
- 0の眼（1963年、NET / 東映）
- 図々しい奴（1963年、TBS / 大映テレビ室） - 警防団
- タケダアワー / 隠密剣士 第四部 第11話「変化の忍者」（1963年、TBS / 宣弘社） - 近江屋清八
- 江戸川乱歩シリーズ 明智小五郎 第12話「白髪鬼」（1970年、12ch / 東映）
- おさな妻 第13話「家出したイブの夜」（1970年、12ch / C.A.L）
- 大忠臣蔵（1971年、NET / 三船プロダクション） - 番頭
- 仮面ライダーシリーズ（MBS / 東映）
  - 仮面ライダー
    - 第31話「死斗! ありくい魔人アリガバリ」（1971年） - 村人
    - 第78話「恐怖ウニドグマ+ゆうれい怪人」（1972年） - 池田国弘[4][5]

  - 仮面ライダーV3（1973年）
    - 第17話「デビルスプレーは死神の武器」 - 神父[6]
    - 第27話「生きかえったゾル・死神・地獄・ブラック」 - 伊藤正一[7]

  - 仮面ライダーストロンガー 第6話「先生に化けたクラゲ奇械人!」（1975年） - 用務員
- ミラーマン 第12話「出たっ! シルバークロス」（1972年、CX / 円谷プロ） - ミラクル電子工業社員[8]
- 荒野の素浪人 第1シリーズ 第13話「無残 愛と死の峠」（1972年、NET / 三船プロダクション）
- ブラザー劇場 / 刑事くん（TBS / 東映）
  - 第1部 第33話「はばたけ小鳥のように」（1972年）
  - 第3部 第6話「きみの勇気こそ!」（1974年）
- 人造人間キカイダー 第1話「恐怖のグレイサイキングは地獄の使者」（1972年、NET / 東映） - 後藤
- 浮世絵 女ねずみ小僧 第2シリーズ 第6話「遠山の金さん! 夢のお白洲」（1972年、CX / C.A.L）
- 泣くな青春 第17話「さらば番長」（1973年、NTV / 東宝）
- どっこい大作 第13話「ぶちわれラーメンドンブリ!!」（1973年、NET / 東映） - ラーメン屋
- 非情のライセンス 第1シリーズ 第35話「兇悪な蜜の香り」（1973年、NET / 東映） - 駐在
- キカイダー01 第38話「必殺の仕掛 血闘三つ巴!」（1974年、NET / 東映） - シャドウ郵便局局長
- ザ・ボディガード 第7話「大いなる恐喝」（1974年、NET / 東映）
- 高校教師 第18話「恋の終着駅」、第19話「売られたケンカなら」（1974年、12ch）
- 右門捕物帖 第33話「目撃者」（1974年、NET / 東映）
- 大江戸捜査網 第3シリーズ 第130話「美女群盗伝」（1976年、12ch / 三船プロダクション）
- 特捜最前線（ANB / 東映）
  - 第168話「亡霊・顔のない女!」（1980年）
  - 第185話「スキャンダルを拾った刑事!」（1980年）
  - 第197話「焼死体・三つの鍵の謎!」（1981年）
  - 第208話「フォーク連続殺人の謎!」（1981年）
  - 第214話「バラの花殺人事件!」（1981年）
  - 第224話「ネックレスをした老刑事!」（1981年）
  - 第232話「脱走・水を飲む野獣!」（1981年）
  - 第243話「トランプ殺人事件の謎?!」（1982年）
  - 第247話「警視庁狙撃班にいた男!」（1982年）
  - 第254話「海に消えた殺人婦警!」（1982年）
  - 第259話「二人の街の天使!」（1982年）
  - 第264話「白い手袋をした通り魔!」（1982年）
  - 第272話「狙われた乗客!」（1982年）
  - 第300話「鏡の中の女!」（1983年）
  - 第313話「父と子のブルートレイン!」（1983年）
  - 第337話「哀歌をうたう女!」（1983年）
- 電子戦隊デンジマン 第33話「吸血楽器レッスン」（1980年、ANB / 東映） - 迎賓館の係員
- Gメン'75 第284話「金髪女性バスルーム殺人事件」（1980年、TBS / 東映） - 医師
- 西部警察 (PART1) 第56話「時間よ止れ!」（1980年、ANB / 石原プロモーション）
- 新五捕物帳 第155話「地獄からきた女」（1981年、NTV / ユニオン映画） - 船宿の主人

### 映画
- 青空街道（1960年、東映） - 古池の源五郎
- 浪曲権三と助十 ゆうれい駕籠（1961年、東映） - 長左衛門
- 花と嵐とギャング（1961年、東映） - 鉢川
- 夜の魔性（1964年、第7グループ） - 主演